# Io9
io9 est un blogue créé en 2008 par Gawker Media qui se concentre sur la science fiction, la fantasy, le futurisme, la science, les technologies etc. Il a été créé par Annalee Newitz, une ancienne analyste politique pour la Electronic Frontier Foundation et contributrice de Popular Science, Wired et New Scientist, et par Charlie Jane Anders.